# دوار أولاد التربة (أولاد عياد)
دوار أولاد التربة هو دُوَّار يقع بجماعة أولاد عياد، إقليم تاونات، جهة فاس مكناس في المملكة المغربية. ينتمي الدوّار لمشيخة أولاد عياد التي تضم 9 دواوير. يقدر عدد سكانه بـ 710 نسمة حسب الإحصاء الرسمي للسكان والسكنى لسنة 2004.

## روابط خارجية
- البوابة الوطنية للجماعات الترابية نسخة محفوظة 12 مارس 2018 على موقع واي باك مشين.
- المندوبية السامية للتخطيط